# André Félix nationalpark
André Félix nationalpark är en nationalpark i Centralafrikanska republiken. Den ligger i prefekturen Vakaga, i den nordöstra delen av landet, 800 km nordost om huvudstaden Bangui. Parkens yta är 1 700 kvadratkilometer. Den upprättades 1960.